# Grupo de Diarios América
El Grupo de Diarios América (GDA) es una agrupación de diarios y empresas periodísticas de América Latina formado en 1991. Actualmente cuenta con once publicaciones:
- La Nación (Argentina)
- O Globo (Brasil)
- El Mercurio (Chile)
- El Tiempo (Colombia)
- La Nación (Costa Rica)
- La Prensa Gráfica (El Salvador)
- El Universal (México)
- El Comercio (Perú)
- El Nuevo Día (Puerto Rico)
- El País (Uruguay).
- El Nacional (Venezuela).